# David Schulz
David Schulz (ur. 29 listopada 1779 w Pürben; zm. 17 lutego 1854 we Wrocławiu) – niemiecki teolog; nauczyciel akademicki związany z uniwersytetami we Wrocławiu, Lipsku i Halle.

## Życiorys
Urodził się w 1779 roku w Pürben koło Kożuchowa na Dolnym Śląsku w rodzinie inteligenckiej. Pierwsze lata życia uczęszczał do lokalnych wiejskich szkół po czym przeniósł się do Gimnazjum św. Elżbiety we Wrocławiu, gdzie zdał egzamin dojrzałości. Następnie podjął studia teologiczne i filozoficzne na wrocławskiej Akademii Leopoldyńskiej. Uzyskał tam stopień naukowy doktora, po czym otrzymał stanowisko privatdozenta. Po zajęciu Wrocławia przez Francuzów w 1806 roku przeprowadził się do Lipska. Tam też uzyskał stopień naukowy doktora habilitowanego w 1807 roku. Rok później objął stanowisko profesora na Uniwersytecie w Halle. W 1809 roku ponownie się przeniósł tym razem na Viadrinę do Frankfurtu nad Odrą. Po połączeniu tej uczeni z wrocławską Leopoldiną w Uniwersytet Wrocławski ponownie znalazł się we Wrocławiu. Dwukrotnie piastował funkcję rektora tej uczelni w latach 1826–1827 i 1832–1833. W 2. połowie lat 40. XIX wieku stracił wzrok, stąd też musiał wycofać się z działalności akademickiej. Zmarł w 1854 roku we Wrocławiu.
W dniu 22 października 1845 roku z okazji zbliżających się 66. urodzin profesora, Rada Miejska Wrocławia przyznała mu honorowe obywatelstwo miasta, o czym doniosły gazety w całych Niemczech.